# Europasaurus
Europasaurus is een geslacht van plantenetende sauropode dinosauriërs behorend tot de groep van de Macronaria dat tijdens het Late Jura leefde in het gebied van het huidige Duitsland.

## Vondst en naamgeving
In september 1998 vond de amateurpaleontoloog Holger Luedtke in Bed 93 van de Langenberg-Okergroeve, een steengroeve bij Goslar aan de noordrand van het Harz-gebergte, de resten van kleine sauropoden. Het eerste exemplaar kreeg de bijnaam "Hanna". In eerste instantie dacht men op de overblijfselen van zeer jonge dieren gestuit te zijn maar al snel bleek uit botonderzoek dat het ging om een soort van bijzonder kleine omvang voor een sauropode.

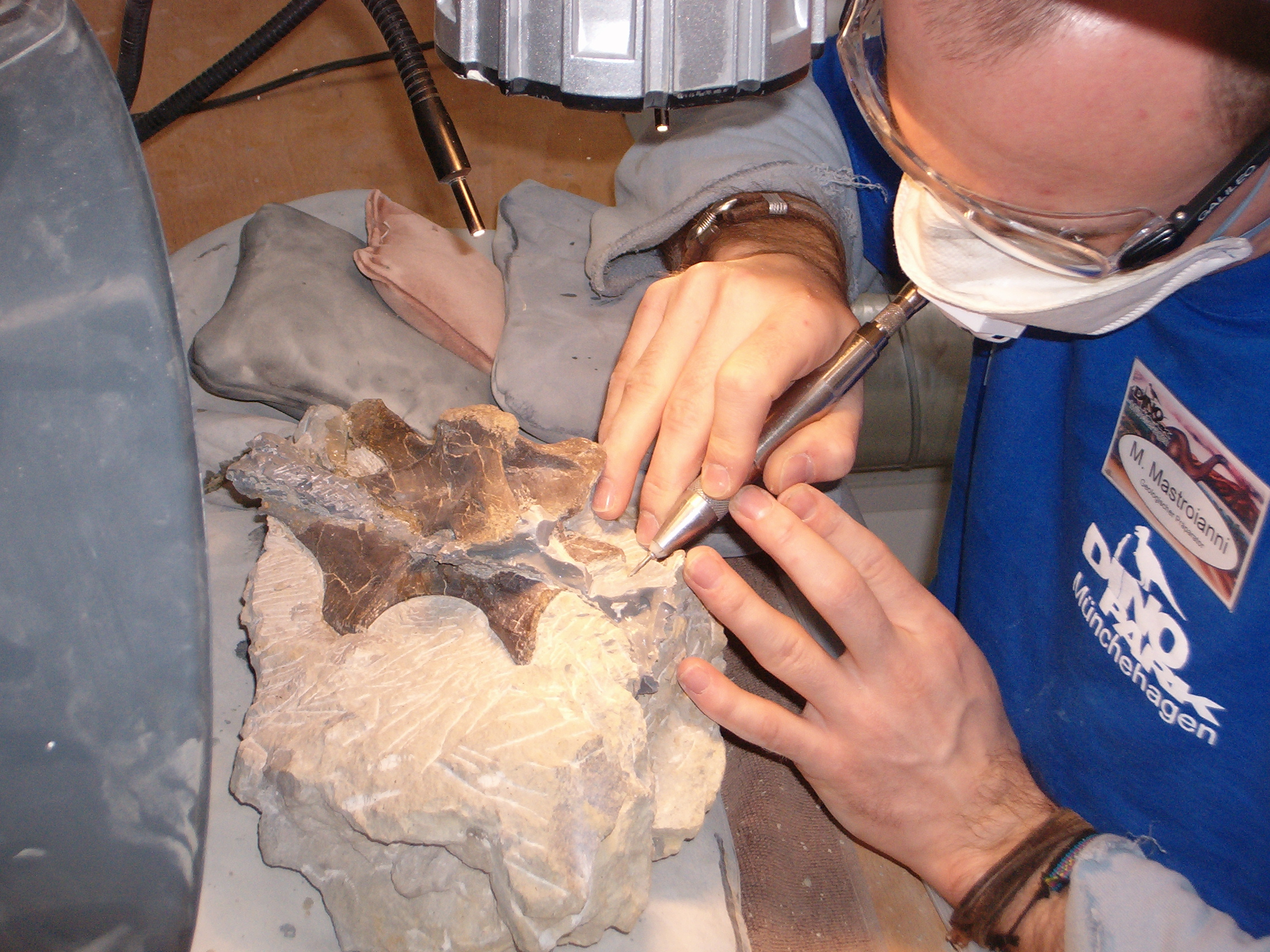
Een wervel wordt geprepareerd

De typesoort Europasaurus holgeri is in 2006 benoemd en beschreven door Paul Martin Sander, Octávio Mateus, Thomas Laven en Nils Knötschke in een artikel in het gerenommeerde blad Nature. De geslachtsnaam betekent "reptiel uit Europa". De soortaanduiding eert Luedtke als ontdekker.  
Het holotype heeft het inventarisnummer DFMMh/FV 291 en is gevonden in een laag uit het Kimmeridgien. Het bestaat uit een gedeeltelijke schedel met linkeronderkaak, wervels van de nek en het heiligbeen; en ribben. Van Europasaurus waren tot 2006 een duizendtal botten gevonden die naar een eerste schatting minstens elf individuen vertegenwoordigden. Later, toen het aantal botten tot meerdere duizenden gegroeid was doordat er steeds meer uit de steengroeve tevoorschijn kwamen, bleek dat tussen  123 gevonden schedelbotten materiaal van minstens veertien schedels aanwezig was. Ongeveer driekwart van het skelet is bekend, waaronder de schedel; dit is de enige bekende sauropodeschedel uit Europa. Tien individuen zijn in 2006 aan de soort toegewezen, vijf daarvan bekend van enigszins complete skeletten. Het kleinste daarvan is specimen DFMMh/FV 009 met een lengte van 1,75 meter. Wat groter is specimen DFMMh/FV 291.9 met twee meter en daarna komt specimen DFMMh/FV 001 dat 3,5 meter lang is. Vermoedelijk is specimen DFMMh/FV 495 iets groter met 3,7 meter. Specimen DFMMh/FV 153 is forser met 4,6 meter en het grootste exemplaar is DFMMh/FV 415 waarvan de lengte op 6,2 meter geschat is. De exemplaren vertegenwoordigen een groeireeks die loopt van jonge dieren over jongvolwassen exemplaren tot volwassen individuen. De fossielen maken deel uit van de collectie van het Dinosaurier-Freilichtmuseum Münchehagen/Verein zur Förderung der Niedersächsischen Paläontologie.
In 2014 werd de osteologie van het postcraniaal skelet in detail beschreven en in 2015 die van de schedel. Bij die beschrijvingen had men, op het holotype na, het grotendeels opgegeven te pogen de botten in skeletten te ordenen. Een uitzondering vormde specimen DFMMh/FV 100 bestaande uit een aaneengesloten reeks van vijf sacrale wervels en dertien staartwervels.

## Beschrijving
Het opmerkelijkste kenmerk van Europasaurus is de geringe lengte: het grootste individu was 6,2 meter lang maar gezien de histologie (in casu de botontwikkeling) al volgroeid. Het kleinste individu was een juveniel exemplaar van 1,7 meter. 
Met een rughoogte van zo'n anderhalve meter en een gewicht van een halve ton is Europasaurus een ware dwerg onder de sauropoden en de tot nu toe kleinste bekende soort van deze groep met mogelijke uitzondering van sommige Saltasaurinae. Deze eigenschap is verklaard als een geval van dwergvorming: het gebied rond Oker in Nedersaksen waar de fossielen zijn aangetroffen, maakte in de Late Jura deel uit van een eiland. Door de beperkte oppervlakte daarvan zou er een sterke selectiedruk zijn geweest tot verkleining. Een probleem bij deze hypothese is het feit dat niet bewezen kan worden dat het eiland héél klein was: een afmeting tot 200.000 km² is mogelijk. De geslachtsnaam verwijst hier secundair naar: Europa werd door Zeus naar Kreta vervoerd, een eiland dat bekend is vanwege dwergvorming van prehistorische olifanten.
In 2006 werden enkele onderscheidende kenmerken vastgesteld. De opgaande tak van het voorste snuitbeen, de praemaxilla, loopt schuin naar voren omhoog. De halswervels hebben op de achterste bovenrand een inkeping in het midden. Het uitsteeksel op de onderste voorrand van het schouderblad, de processus acromialis loopt naar boven uit in een punt die naar achteren kromt. Het sprongbeen in de enkel is overdwars tweemaal zo breed als hoog of van voor naar achter lang.
In 2014 bleek dat de inkeping in de achterkant van de halswervels ook bij Giraffatitan en Euhelopus voorkwam en dus niet onderscheidend was. Wel werden er vijf aanvullende kenmerken gegeven. Het voorhoofdsbeen vormt een zeer hoge rand van de oogkas zodat de raakvlakken tussen het voorhoofdsbeen en het prefrontale en neusbeen extreem worden gereduceerd. Het jukbeen vormt een groot deel van de onderrand van de schedel en het bovenkaaksbeen raakt het quadratojugale daarom niet. Achter het wandbeen bevindt zich in het schedeldak een postpariëtaal foramen. De voorste halswervels hebben geen voorste richel tussen het wervellichaam aan de diapofyse, het bovenste ribfacet. De halswervels hebben sterk ontwikkelde verticale richels over de voorzijde en achterzijde van het doornuitsteeksel lopen.
Ondanks de veel kleinere omvang heeft Europasaurus de proporties van zijn reusachtige brachiosauride verwanten. De nek is relatief lang ten opzichte van de romp en bevat langwerpige middelste halswervels met nekribben die verschillende wervels overspannen. De voorste ruggenwervels hebben hoge doornuitsteeksels voor een verbeterde hefboomwerking om de nek te heffen. De voorpoten zijn lang met langwerpige opperarmbeenderen. Dit doet de rug schuin omhooglopen. De staart is kort en loopt al snel taps toe. De schoudergordel is nog het meest afwijkend met een elegant schouderblad, hoog ingesnoerd boven de processus acromialis en bovenaan afgerond verbreed. Het bekken is hoog maar niet al te robuust, met een kort en breed afgerond schaambeen en een wat langer en spitser zitbeen. Het dijbeen is lang en recht, veel langer dan het scheenbeen. Europasaurus was niet in staat te rennen. De voetklauwen zijn zeer groot.

## Fylogenie
Europasaurus bevond zich volgens de kladistische analyse van de beschrijving basaal in de Macronaria, net iets nauwer verwant aan Brachiosaurus dan aan Camarasaurus. Europasaurus werd aldus basaal in de Camarasauromorpha geplaatst.

## Levenswijze
Europasaurus was een planteneter. Gezien de lichaamsbouw werden misschien toch wat hoger gelegen plantendelen gegeten, zoals zaadkegels van palmvarens.
Uit botonderzoek blijkt dat Europasaurus vergeleken met andere sauropoden vrij snel een groeivertraging doormaakte. Het kleine volwassen formaat lijkt dus veroorzaakt te zijn doordat het dier ophield met groeien op een leeftijd waar zijn veel grotere voorouders juist aan hun groeispurt begonnen. 
In 2014 werden twee morfotypen vastgesteld. Volwassen dieren kwamen in twee maten, de een 30% langer dan de andere. Verschillende verklaringen werden hiervoor gegeven. Het kan zijn dat er twee soorten tegelijkertijd aanwezig waren, hoewel dat niet waarschijnlijk werd geacht. Een tweede mogelijkheid is dat er sprake is van anagenese, evolutie gedurende de vele duizenden jaren dat het geduurd moet hebben dat het hele één meter dikke beenderbed werd afgezet. De laatste geopperde mogelijkheid is seksuele dimorfie.